# دهه ۱۵۰ (میلادی)
دهه ۱۵۰ (میلادی) دهه پانزدهم تقویم میلادی است.
== مناسبت‌ها ==ختنه جنتی

## درگذشتگان
‎